# Bagolylepkeszerűek
A bagolylepkeszerűek (Noctuoidea) a lepkék (Lepidoptera) legnépesebb öregcsaládja.

## Rendszertani felosztásuk
Rendszertani felosztásuk nem egyértelmű: egyértelműen ebbe a taxonba sorolják a lepkék hat családját, és további kettő helyzete kétséges.
Biztos helyzetű családok:
- Erebidae
- Euteliidae
- bagolylepkefélék (Noctuidae)
- pamacsosszövők (Nolidae)
- púposszövők (Notodontidae)
- Oenosandridae

Kétséges helyzetű családok:
- Doidae
- Micronoctuidae

Az egyes, alárendelt taxonok besorolásában sok a bizonytalanság: így például az Eurázsiában sokfelé, így hazánkban is élő fehérsávos karcsúbagoly (Trisateles emortualis) egyes rendszerekben az (Erebidae) között, másokban a bagolylepkefélék (Noctuidae) Acontiinae alcsaládjában fordul elő.

## Származásuk, elterjedésük
A kettős ivarnyílásúak (Ditrysia) rendszertani osztagában a bagolylepkefélék a nagylepkék (Macrolepidoptera) csoportjába tartoznak. Családjaikat genetikailag három csoportra osztják; ezek közül az elsőbe egyetlen család (az Oenosandridae) tartozik, a másodikba kettő (a Doidae és a Notodontidae), a harmadik, medvelepkék (Arctiidae) néven összefoglalt csoportba pedig a többi (az Erebidae és a Micronoctuidae ebben a felosztásban nem szerepelnek).
Európában öt családjuk:
- Erebidae
- Euteliidae
- bagolylepkefélék (Noctuidae)
- pamacsosszövők (Nolidae)
- púposszövők (Notodontidae)

fajai élnek.

## Megjelenésük, felépítésük
A szárnyaik alatti, lényegében egy, az akusztikus ingerekre berezgő merev lemezből álló szervvel érzékelik a denevérek kibocsátotta ultrahangokat, ami lehetővé teszi, hogy megpróbálhassák elkerülni ragadozóikat.

## Életmódjuk, élőhelyük
Imágóik éjjel repülnek.